# 眼鱧
眼鱧其下曾有3個亞種，眼鱧（Channa marulius marulius）、巨鱧（学名：Channa marulius ara）、Channa cf. ara，但眼鱧於2020年被再次重新描述了種群並將巨鱧（学名：Channa ara, Deraniyagala, 1945）視為獨立的單一物種。主要分布於亞洲南亞印度、斯里蘭卡淡水流域。

## 體態

### 體型
雖然只有少數文獻記載眼鱧的精確體型，但我們可得知眼鱧是一種大型鱧魚，有可能是世界上最巨大的鱧亞目魚類。

### 特徵
眼鱧的成魚具有黑色或黑褐色的大班點，瞳孔呈紅色，具有金色、褐色以及蒼白色的花色，幼魚則是全身灰色，其最明顯的特徵是在尾部的橘色斑塊，眼鱧的體型可說是全鱧亞目之冠，一般成年體型約在1公尺以下，但在1972年與1992年發現的兩隻大型眼鱧，分別為120公分以及122公分，而在之後捕捉到的眼鱧，身長與體重是達到了183公分與30公斤，為目前的最大紀錄。

## 分布
眼鱧的分布極為廣泛，原產地有印度、斯里蘭卡、尼泊爾、孟加拉、中國等亞洲國家，到後來因商業性之原因，引入美國，成為美國的入侵物種。

## 習性

### 棲息環境
眼鱧主要生活於河川、運河、湖泊、沼澤等，水流緩慢、水生植物生長密佈以及滿是樹根的水域，喜好於深水活動，最適合生長的溫度為攝氏24度至攝氏28度，耐汙性極高，生活於溶氧量極低的水域，為強勢物種。

### 食性
眼鱧是屬於雜食性的動物，但多半食物仍以肉食性為主，根據在孟加拉西部地區的調查，報告中顯示出魚類佔百分之四十，為最多，其次的甲殼綱動物佔百分之三十，水生植物佔百分之十五，其餘的水生昆蟲（包括稚蟲）與藻類，各佔百分之十與百分之五。

## 經濟價值
與鱧屬絕大部分成員一樣，眼鱧在亞洲被廣泛視為一種十分美味的食用魚，人們通常將其與羅非魚養殖在同一個池塘中以控制羅非魚數量，而其它國家也有盛行養殖眼鱧，例如泰國，為食用魚、觀賞魚及遊釣魚。目前美國因擔心遭生態破壞，而嚴格規定眼鱧的進口限制，要求水族及養殖業者須持有FFWCC特別進口許可證，才可進口。

## 外部連結
- （英文）RECORD:Cobra snakehead, IGFA world record catch for Channa Marulius
- （英文）ITIS （页面存档备份，存于）

## 扩展阅读
維基物種上的相關：眼鱧